# Gretchen Rush
Pour les articles homonymes, voir Rush.
Gretchen Rush (née le 7 février 1964 à Pittsburgh) est une joueuse de tennis américaine, professionnelle du début des années 1980 à 1993. Elle est aussi connue sous son nom de femme mariée, Gretchen Magers.
En 1982, elle a été championne du monde junior en simple filles.
Gretchen Rush a joué trois fois les quarts de finale dans les épreuves du Grand Chelem en simple. En double mixte, associée à Kelly Jones, elle a atteint la finale à Wimbledon en 1988.
Elle a gagné sept tournois WTA au cours de sa carrière, dont quatre en double dames.

## Palmarès

### Titres en simple dames
| No | Date       | Nom et lieu du tournoi                     | Catégorie | Dotation  | Surface         | Finaliste       | Score    |          |
| -- | ---------- | ------------------------------------------ | --------- | --------- | --------------- | --------------- | -------- | -------- |
| 1  | 26-01-1987 | Nutri-Metrics International Open, Auckland |           | 50 000 $  | Dur (ext.)      | Terry Phelps    | 6-2, 6-3 | Parcours |
| 2  | 18-07-1988 | OTB Open, Schenectady                      | Tier V    | 50 000 $  | Dur (ext.)      | Terry Phelps    | 7-6, 6-4 | Parcours |
| 3  | 09-10-1989 | Moscow Open, Moscou                        | Tier V    | 100 000 $ | Moquette (int.) | Natasha Zvereva | 6-3, 6-4 | Parcours |

### Finale en simple dames
| No | Date       | Nom et lieu du tournoi                     | Catégorie | Dotation  | Surface      | Vainqueure          | Score    |          |
| -- | ---------- | ------------------------------------------ | --------- | --------- | ------------ | ------------------- | -------- | -------- |
| 1  | 18-06-1990 | Pilkington Glass Championships, Eastbourne | Tier II   | 350 000 $ | Gazon (ext.) | Martina Navrátilová | 6-0, 6-2 | Parcours |

### Titres en double dames
| No | Date       | Nom et lieu du tournoi                 | Catégorie | Dotation  | Surface         | Partenaire   | Finalistes                          | Score         |          |
| -- | ---------- | -------------------------------------- | --------- | --------- | --------------- | ------------ | ----------------------------------- | ------------- | -------- |
| 1  | 16-07-1990 | Virginia Slims of Newport Newport (RI) | Tier III  | 225 000 $ | Gazon (ext.)    | Lise Gregory | Patty Fendick Anne Smith            | 7-6, 6-1      | Parcours |
| 2  | 24-09-1990 | Volkswagen Grand Prix Leipzig          | Tier III  | 225 000 $ | Moquette (int.) | Lise Gregory | Manon Bollegraf Jo Durie            | 6-2, 4-6, 6-3 | Parcours |
| 3  | 01-10-1990 | Moscow Open Moscou                     | Tier V    | 100 000 $ | Moquette (int.) | Robin White  | Elena Bryukhovets Eugenia Maniokova | 6-2, 6-4      | Parcours |
| 4  | 11-02-1991 | Colorado Classic Aurora                | Tier V    | 100 000 $ | Dur (int.)      | Lise Gregory | Patty Fendick Lori McNeil           | 6-4, 6-4      | Parcours |

### Finales en double dames
| No | Date       | Nom et lieu du tournoi                        | Catégorie | Dotation  | Surface         | Vainqueures                           | Partenaire       | Score         |          |
| -- | ---------- | --------------------------------------------- | --------- | --------- | --------------- | ------------------------------------- | ---------------- | ------------- | -------- |
| 1  | 14-07-1986 | Virginia Slims of Newport Newport (RI)        |           | 150 000 $ | Gazon (ext.)    | Terry Holladay Heather Ludloff        | Cammy MacGregor  | 6-1, 6-7, 6-3 | Parcours |
| 2  | 26-01-1987 | Nutri-Metrics International Open Auckland     |           | 50 000 $  | Dur (ext.)      | Anna Maria Fernández Julie Richardson | Elizabeth Minter | 4-6, 6-4, 6-2 | Parcours |
| 3  | 29-02-1988 | US Hard Court Championships San Antonio       | Tier IV   | 200 000 $ | Dur (ext.)      | Lori McNeil Helena Suková             | Rosalyn Fairbank | 6-3, 6-7, 6-2 | Parcours |
| 4  | 06-03-1989 | Virginia Slims of Palm Springs Palm Springs   | Tier III  | 250 000 $ | Dur (ext.)      | Hana Mandlíková Pam Shriver           | Rosalyn Fairbank | 6-3, 6-7, 6-3 | Parcours |
| 5  | 15-05-1989 | Lufthansa Cup Berlin                          | Tier I    | 300 000 $ | Terre (ext.)    | Elizabeth Smylie Janine Thompson      | Lise Gregory     | 5-7, 6-3, 6-2 | Parcours |
| 6  | 22-05-1989 | Internationaux de Strasbourg Strasbourg       | Tier V    | 100 000 $ | Terre (ext.)    | Mercedes Paz Judith Wiesner           | Lise Gregory     | 6-3, 6-3      | Parcours |
| 7  | 31-07-1989 | American Bank Classic San Diego               | Tier IV   | 200 000 $ | Dur (ext.)      | Elise Burgin Rosalyn Fairbank         | Robin White      | 4-6, 6-3, 6-3 | Parcours |
| 8  | 11-06-1990 | Dow Classic Birmingham                        | Tier IV   | 150 000 $ | Gazon (ext.)    | Larisa Neiland Natasha Zvereva        | Lise Gregory     | 3-6, 6-3, 6-3 | Parcours |
| 9  | 12-08-1991 | Virginia Slims of Los Angeles Manhattan Beach | Tier II   | 350 000 $ | Dur (ext.)      | Larisa Neiland Natasha Zvereva        | Robin White      | 6-1, 2-6, 6-2 | Parcours |
| 10 | 02-11-1992 | Bank of the West Classic Oakland              | Tier II   | 350 000 $ | Moquette (int.) | Gigi Fernández Natasha Zvereva        | Rosalyn Fairbank | 3-6, 6-2, 6-4 | Parcours |

### Finale en double mixte
| No | Date       | Nom et lieu du tournoi      | Catégorie | Dotation    | Surface      | Vainqueures                    | Partenaire  | Score    |          |
| -- | ---------- | --------------------------- | --------- | ----------- | ------------ | ------------------------------ | ----------- | -------- | -------- |
| 1  | 20-06-1988 | The Championships Wimbledon | G. Chelem | 1 717 085 $ | Gazon (ext.) | Zina Garrison Sherwood Stewart | Kelly Jones | 6-1, 7-6 | Parcours |

## Parcours en Grand Chelem

### En simple dames
| Année | Open d'Australie (janvier) | Open d'Australie (janvier) | Internationaux de France | Internationaux de France | Wimbledon       | Wimbledon           | US Open         | US Open           | Open d'Australie (décembre) | Open d'Australie (décembre) |
| ----- | -------------------------- | -------------------------- | ------------------------ | ------------------------ | --------------- | ------------------- | --------------- | ----------------- | --------------------------- | --------------------------- |
| 1982  | n/a                        | n/a                        | -                        | -                        | -               | -                   | 1/4 de finale   | Andrea Jaeger     | -                           | -                           |
| 1983  | n/a                        | n/a                        | 1/4 de finale            | Andrea Jaeger            | -               | -                   | 2e tour (1/32)  | Manuela Maleeva   | -                           | -                           |
| 1984  | n/a                        | n/a                        | -                        | -                        | 2e tour (1/32)  | Elizabeth Sayers    | 1er tour (1/64) | Beverly Mould     | -                           | -                           |
| 1985  | n/a                        | n/a                        | 1er tour (1/64)          | Jennifer Mundel          | 1er tour (1/64) | Wendy Turnbull      | -               | -                 | -                           | -                           |
| 1986  | n/a                        | n/a                        | 2e tour (1/32)           | Steffi Graf              | 1er tour (1/64) | Catarina Lindqvist  | 2e tour (1/32)  | Elizabeth Minter  | n/a                         | n/a                         |
| 1987  | 2e tour (1/32)             | Dianne Balestrat           | 2e tour (1/32)           | Helena Suková            | 1er tour (1/64) | Larisa Savchenko    | 1er tour (1/64) | Isabel Cueto      | n/a                         | n/a                         |
| 1988  | 1er tour (1/64)            | Chris Evert                | -                        | -                        | 2e tour (1/32)  | Karen Schimper      | 2e tour (1/32)  | Carling Bassett   | n/a                         | n/a                         |
| 1989  | 1er tour (1/64)            | Catarina Lindqvist         | 3e tour (1/16)           | Helen Kelesi             | 1/4 de finale   | Martina Navrátilová | 2e tour (1/32)  | Helena Suková     | n/a                         | n/a                         |
| 1990  | -                          | -                          | 1er tour (1/64)          | Judith Wiesner           | 3e tour (1/16)  | Natasha Zvereva     | 1er tour (1/64) | Manon Bollegraf   | n/a                         | n/a                         |
| 1991  | 2e tour (1/32)             | Shaun Stafford             | -                        | -                        | 1er tour (1/64) | Laura Garrone       | 3e tour (1/16)  | Gabriela Sabatini | n/a                         | n/a                         |

À droite du résultat, l’ultime adversaire.

### En double dames
| Année | Open d'Australie (janvier)  | Open d'Australie (janvier) | Internationaux de France     | Internationaux de France   | Wimbledon                   | Wimbledon                  | US Open                     | US Open                     | Open d'Australie (décembre) | Open d'Australie (décembre) |
| ----- | --------------------------- | -------------------------- | ---------------------------- | -------------------------- | --------------------------- | -------------------------- | --------------------------- | --------------------------- | --------------------------- | --------------------------- |
| 1981  | n/a                         | n/a                        | -                            | -                          | -                           | -                          | 1er tour (1/32) R. McCallum | Y. Brzáková K. Skronská     | -                           | -                           |
| 1983  | n/a                         | n/a                        | 1er tour (1/32) Lucy Gordon  | Ann Kiyomura Paula Smith   | -                           | -                          | 3e tour (1/8) Louise Allen  | B. J. King Sharon Walsh     | -                           | -                           |
| 1984  | n/a                         | n/a                        | -                            | -                          | -                           | -                          | 3e tour (1/8) Robin White   | A. Moulton Paula Smith      | -                           | -                           |
| 1985  | n/a                         | n/a                        | 2e tour (1/16) Hetherington  | Bettina Bunge Eva Pfaff    | 2e tour (1/16) Hetherington | P. Paradis C. Tanvier      | -                           | -                           | -                           | -                           |
| 1986  | n/a                         | n/a                        | 1er tour (1/32) Louise Allen | H. Fukarkova Jana Novotná  | 1/4 de finale J. Russell    | Elise Burgin R. Fairbank   | 1er tour (1/32) Paula Smith | Kohde-Kilsch Helena Suková  | n/a                         | n/a                         |
| 1987  | 2e tour (1/8) J. Mundel     | Navrátilová Pam Shriver    | 1er tour (1/32) Sharon Walsh | D. Balestrat C. Bassett    | 2e tour (1/16) Wendy White  | Kohde-Kilsch Helena Suková | 2e tour (1/16) Wendy White  | Jo Durie Sharon Walsh       | n/a                         | n/a                         |
| 1988  | 1/4 de finale C. Benjamin   | Chris Evert W. Turnbull    | -                            | -                          | 2e tour (1/16) Wendy White  | Eva Pfaff E. Smylie        | 1er tour (1/32) Wendy White | Jenny Byrne J. Thompson     | n/a                         | n/a                         |
| 1989  | 2e tour (1/16) Louise Allen | Jana Novotná Helena Suková | 3e tour (1/8) Lise Gregory   | A. Sánchez J. Wiesner      | 2e tour (1/16) Lise Gregory | Steffi Graf G. Sabatini    | 3e tour (1/8) Lise Gregory  | G. Fernández Robin White    | n/a                         | n/a                         |
| 1990  | -                           | -                          | 3e tour (1/8) Lise Gregory   | Jana Novotná Helena Suková | 3e tour (1/8) Lise Gregory  | G. Fernández Navrátilová   | 3e tour (1/8) Lise Gregory  | A. Sánchez Robin White      | n/a                         | n/a                         |
| 1991  | 2e tour (1/16) Robin White  | Hetherington Kathy Rinaldi | -                            | -                          | 1/4 de finale Robin White   | G. Fernández Jana Novotná  | 2e tour (1/16) Robin White  | T. Whitlinger T. Whitlinger | n/a                         | n/a                         |
| 1992  | -                           | -                          | -                            | -                          | 1/4 de finale Robin White   | Jana Novotná L. Neiland    | 3e tour (1/8) R. Fairbank   | A. Sánchez Helena Suková    | n/a                         | n/a                         |
| 1993  | -                           | -                          | -                            | -                          | -                           | -                          | 2e tour (1/16) M. L. Piatek | A. Sánchez Helena Suková    | n/a                         | n/a                         |

Sous le résultat, la partenaire ; à droite, l’ultime équipe adverse.

### En double mixte
| Année | Open d'Australie (janvier),   | Open d'Australie (janvier), | Internationaux de France     | Internationaux de France  | Wimbledon                   | Wimbledon                   | US Open                       | US Open                     | Open d'Australie (décembre), | Open d'Australie (décembre), |
| ----- | ----------------------------- | --------------------------- | ---------------------------- | ------------------------- | --------------------------- | --------------------------- | ----------------------------- | --------------------------- | ---------------------------- | ---------------------------- |
| 1985  | n/a                           | n/a                         | 2e tour (1/16) Charles Honey | Penny Barg Steve Meister  | 3e tour (1/8) Charles Honey | Anne White E. Teltscher     | -                             | -                           | n/a                          | n/a                          |
| 1986  | n/a                           | n/a                         | 3e tour (1/8) Charles Cox    | Mariana Pérez Raúl Viver  | -                           | -                           | 1er tour (1/16) Dick Stockton | Jenny Byrne Darren Cahill   | n/a                          | n/a                          |
| 1987  | 1er tour (1/16) Chris Kennedy | B. Cordwell R. Simpson      | 3e tour (1/8) Tomm Warneke   | Laura Arraya Pavel Složil | -                           | -                           | -                             | -                           | n/a                          | n/a                          |
| 1988  | 1er tour (1/16) Hank Pfister  | Carin Bakkum Tom Nijssen    | -                            | -                         | Finale Kelly Jones          | Zina Garrison S. Stewart    | 1er tour (1/16) Jon Levine    | M. Reinach Danie Visser     | n/a                          | n/a                          |
| 1989  | 2e tour (1/8) Kelly Jones     | Elise Burgin Peter Doohan   | -                            | -                         | 2e tour (1/16) Kelly Jones  | Jenny Byrne M. Kratzmann    | 1er tour (1/16) M. Bahrami    | J. Thompson Brad Drewett    | n/a                          | n/a                          |
| 1990  | -                             | -                           | 1er tour (1/32) Todd Nelson  | M. Bollegraf Tom Nijssen  | 1/2 finale Todd Nelson      | E. Smylie J. Fitzgerald     | 2e tour (1/8) Todd Nelson     | M. McGrath M. Woodforde     | n/a                          | n/a                          |
| 1991  | 1er tour (1/16) Kent Kinnear  | Patty Fendick P. Galbraith  | -                            | -                         | 1er tour (1/32) Todd Nelson | Nicole Provis T. Woodbridge | 2e tour (1/8) Todd Witsken    | Jo Durie Laurie Warder      | n/a                          | n/a                          |
| 1992  | -                             | -                           | -                            | -                         | 2e tour (1/16) Todd Nelson  | J. Capriati Luke Jensen     | 1er tour (1/16) Kent Kinnear  | Sandy Collins Shelby Cannon | n/a                          | n/a                          |

Sous le résultat, le partenaire ; à droite, l’ultime équipe adverse.

## Parcours aux Masters

### En simple dames
| # | Date       | Nom de l'édition                      | ($)       | Surface         | Résultat       | Ultime adversaire | Score    |          |
| - | ---------- | ------------------------------------- | --------- | --------------- | -------------- | ----------------- | -------- | -------- |
| 1 | 13/11/1989 | Virginia Slims Championships New York | 1 000 000 | Moquette (int.) | 1er tour (1/8) | Gabriela Sabatini | 6-4, 6-1 | Parcours |

### En double dames
| # | Date       | Nom de l'édition                      | ($)       | Surface         | Résultat      | Partenaire   | Ultimes adversaires              | Score    |          |
| - | ---------- | ------------------------------------- | --------- | --------------- | ------------- | ------------ | -------------------------------- | -------- | -------- |
| 1 | 12/11/1990 | Virginia Slims Championships New York | 3 000 000 | Moquette (int.) | 1/4 de finale | Lise Gregory | Mercedes Paz Arantxa Sánchez     | 6-3, 6-4 | Parcours |
| 2 | 18/11/1991 | Virginia Slims Championships New York | 3 000 000 | Moquette (int.) | 1/4 de finale | Robin White  | Mary Joe Fernández Zina Garrison | 6-3, 6-2 | Parcours |

## Parcours aux Jeux olympiques

### En simple dames
| # | Date       | Nom de l'olympiade        | Surface    | Résultat        | Ultime adversaire | Score          |          |
| - | ---------- | ------------------------- | ---------- | --------------- | ----------------- | -------------- | -------- |
| 1 | 06/08/1984 | Olympic Games Los Angeles | Dur (ext.) | 1er tour (1/16) | Catherine Tanvier | 6-78, 7-5, 6-1 | Parcours |

## Classements WTA en fin de saison

### En simple
| Année | 1983 | 1984 | 1985 | 1986 | 1987 | 1988 | 1989 | 1990 | 1991 | 1992 |
| Rang  | 57   | 81   | 176  | 70   | 52   | 43   | 29   | 34   | 113  | 390  |

Source : (en) « Classements de Gretchen Rush », sur le site officiel du WTA Tour

### En double
| Année | 1986 | 1987 | 1988 | 1989 | 1990 | 1991 | 1992 |
| Rang  | 65   | 53   | 55   | 29   | 18   | 30   | 31   |

Source : (en) « Classements de Gretchen Rush », sur le site officiel du WTA Tour